# Вулиця Китаєнка (Харків)
Ву́лиця Кита́єнка  — урбанонім, розташований у Новій Баварії у Новобаварському районі Харкова. Одна з центральних вулиць Нової Баварії. Довжина близько 390 метрів. Починається біля вулиці Костянтина Калініна та упирається в проспект Ново-Баварський. Одразу після перетину з вулицею Костянтина Калініна переходить у проспект Любові Малої. Саме через вулицю Китаєнка проходять майже всі транспортні потоки, які пов'язують Нову Баварію і центр міста.

## Опис
Коротка широка вулиця. Забудова — багатоповерхова. На початку розташована прохідна Харківського канатного заводу. Крім того на вулиці розташований невеликий ринок, супермаркет «Spar», відділення кількох банків, поштове відділення, інші комерційні установи.

## Галерея

На розі з вулицею Костянтина Калініна
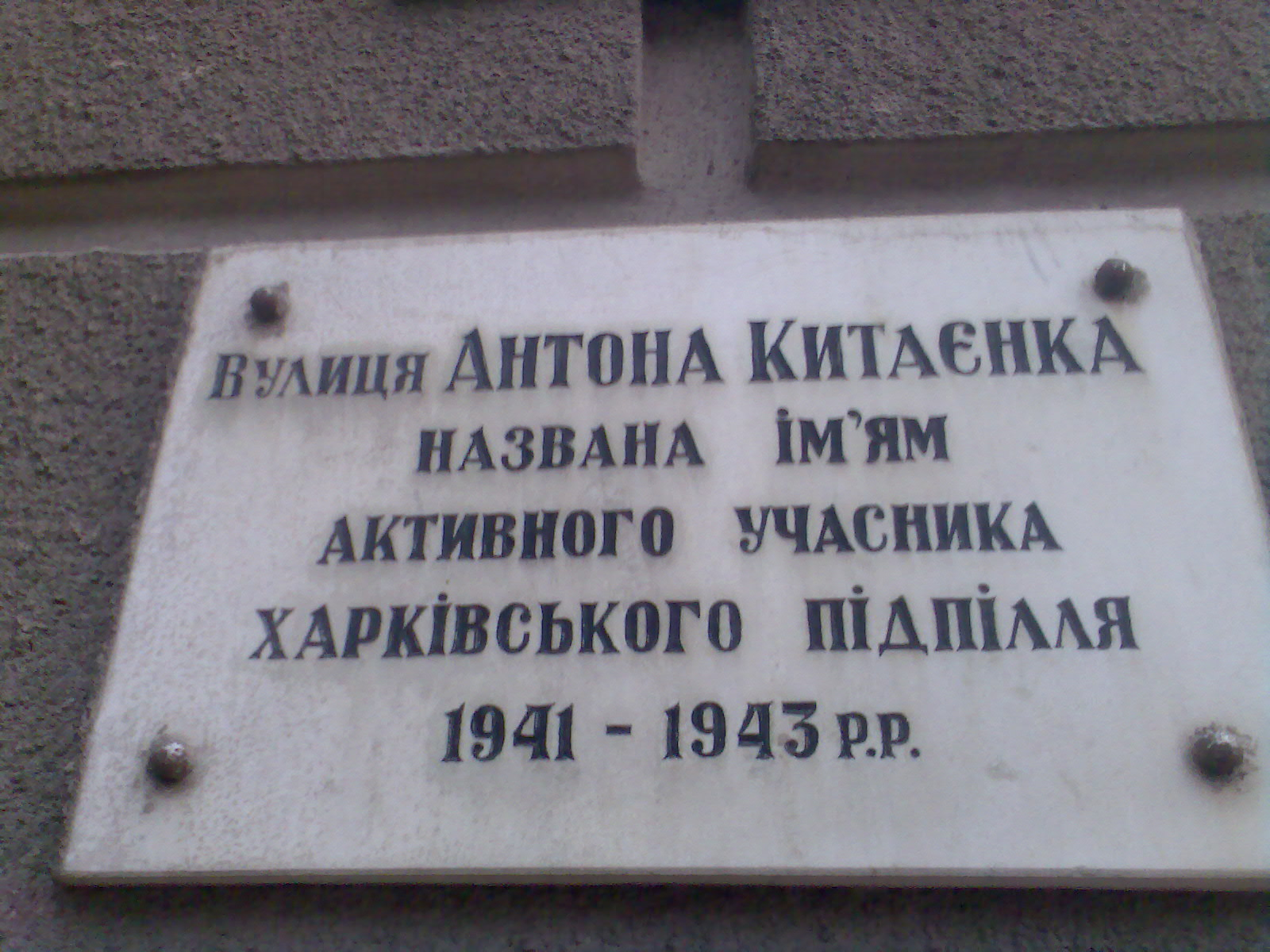
Анотаційна дошка на будинку 3б